# Качка гриваста
Качка гриваста (Chenonetta jubata) — вид водоплавних птахів родини качкових (Anatidae). Ендемік Австралії.

## Поширення
Вид поширений в Австралії, де населяє слаболісисті болота, лісисті місцевості та відкриті прерії. Залітні птахи дуже зрідка спостерігалися в Новій Зеландії та Папуа Новій Гвінеї.

## Опис
Велика качка завдовжки 45—51 см. Самець сірий, з темно-коричневою головою, плямистими грудьми і чорним черевом. Самиця має білі смуги над і під оком та плямисте черевце. Обидві статі мають сірі крила з чорним хвостом і боками та білим підхвістом.

## Спосіб життя
Харчується, випасаючись зграями, і, що незвично для качок, рідко плаває. Ця качка влаштовує гніздо в порожнині дерева, де відкладає від 9 до 11 кремово-білих яєць.